# Eparchia chersoneska
Eparchia chersoneska (inny wariant tłumaczenia: korsuńska) – jedna z eparchii Rosyjskiego Kościoła Prawosławnego grupująca parafie złożone z wiernych narodowości rosyjskiej (lub powołane z myślą o tych wiernych) na Zachodzie Europy, obok suroskiej. Od 28 grudnia 2018 r. wchodzi w skład reaktywowanego Egzarchatu Zachodnioeuropejskiego. Obejmuje swoim zasięgiem terytoria Francji, Szwajcarii, Liechtensteinu i Monako. Katedrą administratury jest sobór Świętej Trójcy w Paryżu, zwierzchnikiem zaś – metropolita korsuński i zachodnioeuropejski Antoni (Siewriuk).
Za moment powstania eparchii uważa się powołanie Zachodnioeuropejskiego Egzarchatu Rosyjskiego Kościoła Prawosławnego w 1917 z metropolitą Eulogiuszem (Gieorgijewskim) jako egzarchą.
Formalne powołanie eparchii chersoneskiej miało miejsce w latach 80. XX wieku, kiedy Patriarchat Moskiewski rozwiązał Egzarchat Zachodnioeuropejski, tworząc na jego miejscu kilka odrębnych eparchii. Oficjalne źródła Rosyjskiego Kościoła Prawosławnego podają jednak wcześniejszą datę powołania eparchii – 5 stycznia 1960 r.
Nazwa eparchii nawiązuje do Chersonezu – miasta na Krymie, w którym według legendy św. książę Włodzimierz Wielki miał ostatecznie zdecydować się na przyjęcie chrześcijaństwa. Wybór miast położonych na Krymie na symboliczne stolice zachodnioeuropejskich eparchii Rosyjskiego Kościoła Prawosławnego ma również nawiązywać do faktu, że większość parafii w krajach zachodnich powstała na potrzeby emigrantów z Rosji, którzy wyjechali z niej przez Krym w czasie rosyjskiej wojny domowej. 
Eparchia chersoneska obejmowała parafie Rosyjskiego Kościoła Prawosławnego na terenie Francji, Hiszpanii, Szwajcarii, Portugalii oraz punkt duszpasterski w Andorze i placówkę w Monako. Do 2016 r. funkcje katedry pełnił sobór Trzech Świętych Hierarchów w Paryżu.
14 kwietnia 2015 rozpoczęto w Paryżu budowę nowej katedry eparchii – soboru Świętej Trójcy (wraz z Rosyjskim Prawosławnym Centrum Duchowo-Kulturowym). Obiekty oddano do użytku w październiku 2016. Sobór został poświęcony 4 grudnia 2016 przez patriarchę moskiewskiego i całej Rusi Cyryla.
28 grudnia 2018 r. z eparchii chersoneskiej wydzielono nową administraturę – eparchię hiszpańsko-portugalską, która objęła swoim zasięgiem terytoria Hiszpanii, Portugalii i Andory.

## Monastery
Na terenie eparchii działają następujące klasztory:
- Skit Świętego Ducha w Mesnil-Saint-Denis, męski
- Monaster Chersoneskiej Ikony Matki Bożej w Doumérac, żeński
- Monaster Ikony Matki Bożej „Znak” w Marcenat, żeński
- Monaster Trójcy Świętej w Dompierre, męski[8]